# یواس‌اس شریمپ (اس‌پی-۶۴۵)
یواس‌اس شریمپ (اس‌پی-۶۴۵) (به انگلیسی: USS Shrimp (SP-645)) یک کشتی بود که طول آن ۳۵ فوت (۱۱ متر) بود. این کشتی در سال ۱۹۱۲ ساخته شد.